# Heiße Zitrone

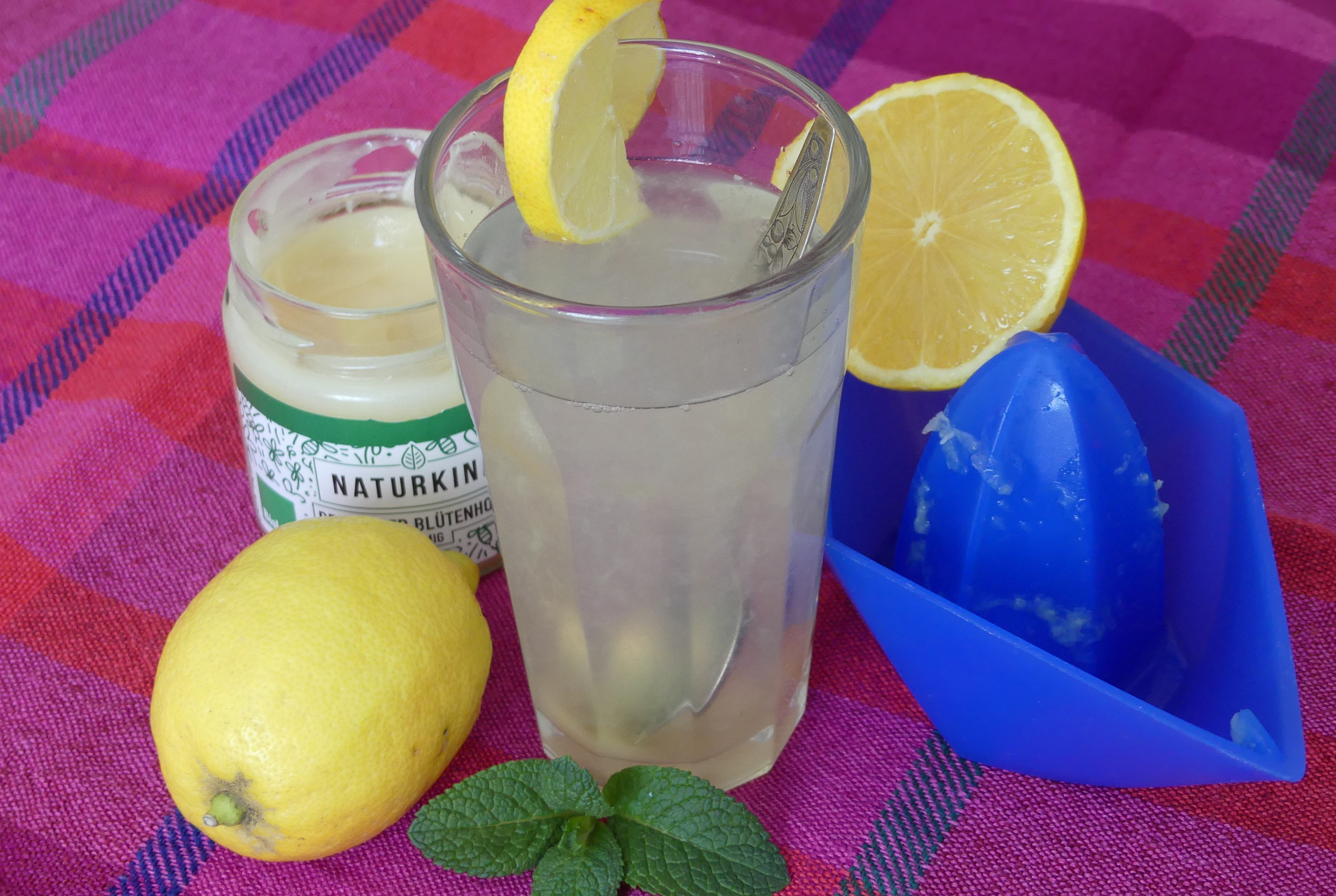
Heiße Zitrone mit Honig

Heiße Zitrone ist ein Heißgetränk aus Wasser, Zitronensaft und eventuell Zucker oder Honig. Sie ist durch den hohen Vitamin-C-Gehalt ein beliebtes Hausmittel bei Erkältungskrankheiten. Das Getränk wird mit dem Saft etwa einer Zitrone pro Glas zubereitet und kann zur Milderung des hohen Säuregehalts gesüßt werden.
Zwar zersetzt sich Vitamin C erst bei 190 °C, oxidiert jedoch in wässriger Lösung zu Dehydroascorbinsäure, die je nach Reaktionsbedingungen irreversibel zu Diketogulonsäure hydrolisiert. Die Oxidation des Vitamins C wird durch Erhöhung der Temperatur beschleunigt, weshalb das Getränk üblicherweise mit einer Temperatur von etwa 60 °C zubereitet wird.